# Cirignano
Cirignano è una frazione di 583 abitanti del comune Montesarchio in provincia di Benevento.

## Geografia fisica
Si trova nella zona nord del comune di Montesarchio, alle pendici del Taburno, con un'altitudine di circa 385 metri sul livello del mare.

## Storia
Il nome di Cirignano deriva da Cirene (ninfa delle acque).

## Società
Cirignano dispone di una struttura alberghiera e di alcune attività commerciali.

## Monumenti e luoghi d'interesse
- Chiesa di San Michele
- Statua di San Pio da Pietrelcina